# Contrada Priora della Civetta
La Contrada Priora della Civetta è una delle diciassette suddivisioni storiche della città toscana di Siena. Prende parte al Palio di Siena.

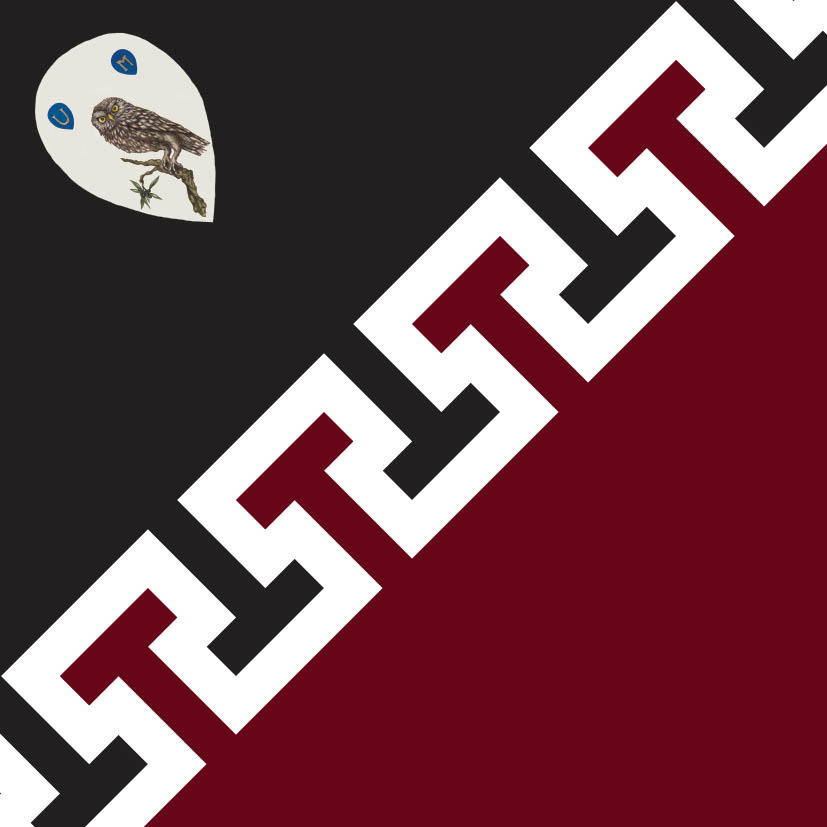
Grafica della bandiera della Contrada Priora della Civetta

## Territorio

### Le strade all'epoca del Bando
Il Bando di Violante di Baviera (1730) determina la suddivisione territoriale delle diciassette Contrade di Siena facendo riferimento ai palazzi e ai loro proprietari dell'epoca, basandosi quindi sulle costruzioni più che sulle strade. Esso viene ancora oggi considerato la disposizione di base per determinare gli effettivi confini delle Contrade. Secondo il Bando relativo alla Nuova divisione dei confini delle Contrade, il territorio della Contrada Priora della Civetta è delimitato dalle seguenti vie e palazzi:
"Civetta, n. 11 - Dalla Costarella a sinistra circondi la piazza fino al Chiasso largo e seguendo dalla parte del palazzo Zondadari salga a San Vigilio e dietro al castellare Ugurgieri sempre a sinistra volti all'arco de Rossi e sotto detto arco vada per la stessa parte per la strada maestra, abbracciando i palazzi de signori marchesi Bichi e Palmieri, da dove svoltando per l'arco nella strada de Galli occupi per la piazza dell'Erba ambedue le parti dì detta strada e piazza fino alla chiesa di San Pellegrino inclusive, e di lì tenendo la sinistra per quell'arco entri nella strada maestra, quale tenendo pure la sinistra ritorni alla Costarella, intendendovisi comprese le strade di Banchi e Croce del Travaglio, Calzoleria, Castellare, piazza Tolomei da tutte le parti e l'altre strade entro a detto recinto."

### Le strade ai nostri giorni
Nel suo territorio si trova parte di quello anticamente incluso nella Contrada dell'Orso, una delle contrade soppresse. La Civetta include la parte più centrale della città di Siena, esattamente all'incrocio delle tre direttrici principali verso Firenze, Roma e la Maremma e a ridosso della Piazza del Campo. Attualmente il territorio della Contrada è individuato dalla seguenti strade:
- via Cecco Angiolieri
- via del Moro (parte, da Piazza Tolomei a via Sallustio Bandini)
- via del Refe Nero (parte)
- via dei Rossi (parte, da Banchi di Sopra a via del Refe Nero)
- vicolo al Vento
- via San Vigilio (parte)
- Banchi di Sopra (parte)
- Banchi di Sotto (parte)
- vicolo di Pier Pettinaio
- vicolo della Torre
- vicolo del Coltellinaio
- via Sallustio Bandini (parte)
- via delle Terme (parte)
- via delle Donzelle
- vicolo dei Rinuccini
- vicolo del Viscione

- via di Calzoleria
- vicolo dei Pollaioli
- via Rinaldini (parte)
- vicolo di San Paolo
- vicolo di San Pietro
- via di Città (parte)
- via dei Termini (parte)
- vicolo dei Borsellai
- via dei Pontani (parte)
- piazza Tolomei
- piazza dell'Indipendenza (parte, lato contiguo a via dei Termini)
- costarella dei Barbieri (parte)
- vicolo del Castellare

### Palazzi e monumenti

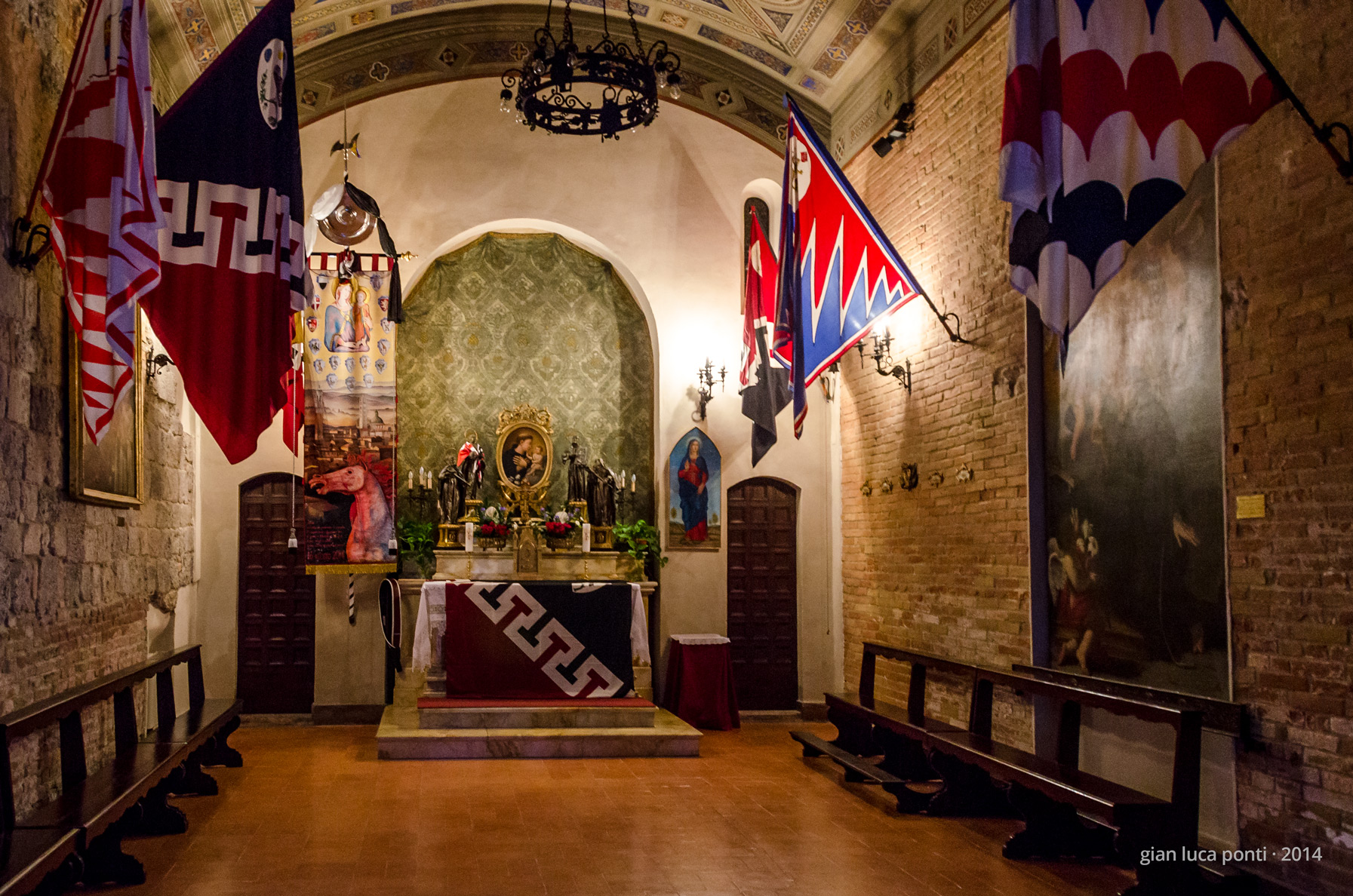
Interno dell'Oratorio

- Oratorio dei Santi Antonio di Padova e Bernardo Tolomei: la chiesa della Contrada, si trova in Via Cecco Angiolieri e fu dedicata e aperta al culto nel 1945, quando la Contrada acquistò un antico fondaco di un palazzo per ricavarne la chiesa. L'Oratorio fu intitolato all'antico patrono della Contrada, S. Antonio di Padova, al quale fu aggiunto nel 2009, dopo la sua canonizzazione, S. Bernardo Tolomei, proclamato compatrono. Al suo interno si conservano due pregevoli tele: una settecentesca di Galgano Perpignani rappresentante la visione di S. Antonio di Padova e una seicentesca di Vincenzo Rustici, che rappresenta La Vergine Maria tra i Santi Carlo Borromeo e Luigi Gonzaga; questa tela fu donata alla contrada dal conte Guido Chigi Saracini.
- Castellare degli Ugurgieri: vi si trova il museo della Contrada che conserva, oltre ai Drappelloni, agli argenti e ad antiche bandiere e cimeli, una serie di interessanti maioliche di manifattura medievale senese.
- Chiesa di S. Cristoforo: di impianto romanico del sec. XI. La facciata fu rifatta in stile neoclassico a seguito del terremoto del 1798 che la distrusse. Fu la Chiesa nella quale si riuniva il Consiglio Generale del Comune fino al Sec. XIV. All'interno, sull'altar maggiore, è conservato un pregevole gruppo scultoreo in marmo, realizzato nel 1693 da Giovanni Antonio Mazzuoli, rappresentante il transito di S. Benedetto e proveniente dall'antico e oggi distrutto Monastero di S. Benedetto ai Tufi, fondato da S. Bernardo Tolomei compatrono della Contrada. Il primo altare laterale a destra, l'altare di S. Antonio di Padova, è tradizionalmente patronato della Contrada.
- Palazzo Tolomei: storico palazzo nobiliare del sec. XIII, proprietà fino ad anni recenti della nobile famiglia dei Conti Tolomei. Conserva ancora oggi un'elegante facciata in pietra con due ordini di bifore.
- Palazzo Sansedoni: edificato a partire dal sec. XIV, proprietà dell'omonima nobile famiglia dei Sansedoni. Il palazzo, oggi sede della Fondazione Monte dei Paschi di Siena, si affaccia su Banchi di Sotto e Piazza del Campo, con un'elegante facciata settecentesca in stile neogotico e quello che resta di un'antica torre medievale. Al suo interno ci sono pregevoli decorazioni di epoca barocca. Particolarmente interessante la Cappella del Beato Ambrogio Sansedoni.
- Loggia della Mercanzia: si affaccia sulla cosiddetta Croce del Travaglio, il punto d'incrocio fra le tre principali arterie cittadine di Banchi di Sopra, Banchi di Sotto e Via di Città. Fu costruita nel sec. XV dall'Arte dei Mercanti; nel 1764 la struttura, con l'edificio retrostante che si affaccia su Piazza del Campo, divenne la sede del Circolo degli Uniti, che ancora oggi vi si trova. Tra le pregevoli decorazioni della Loggia spiccano sei statue di Santi (Ansano, Crescenzio, Savino e Vittore patroni della Città insieme a San Pietro e San Paolo), opere quattrocentesche del Vecchietta e di Antonio Federighi.

## Storia

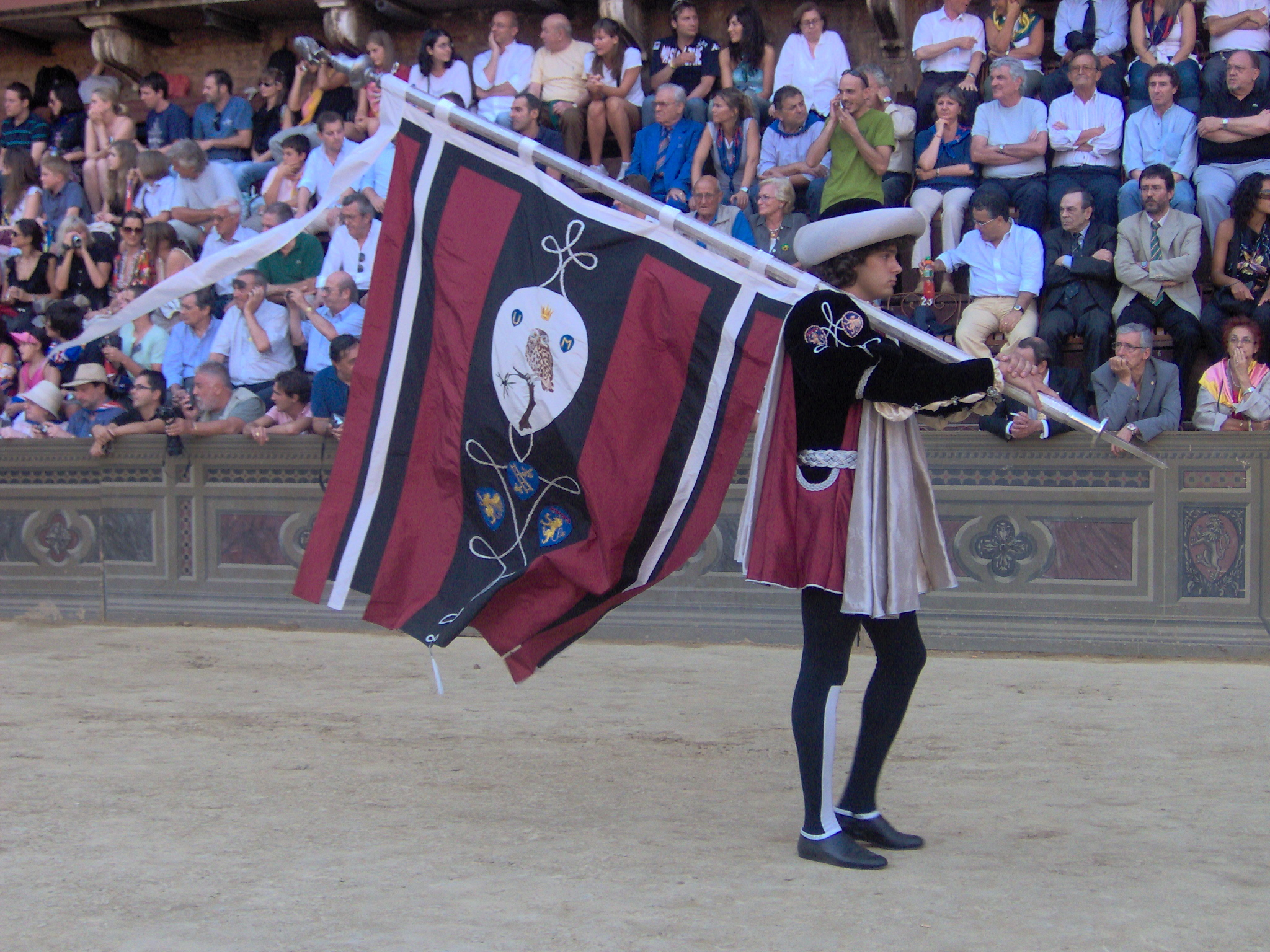
Le insegne della Civetta

La Contrada della Civetta nasce dalle antiche Compagnie militari di San Vigilio e di San Pietro in Banchi. Nel corso del secolo XVII incorporò il territorio della Compagnia militare di San Cristoforo, corrispondente alla soppressa Contrada dell'Orso, che ancora oggi sfila come tale nel Corteo storico del Palio. L'uso della civetta come insegna è testimoniato fin dalla prima metà del secolo XVI, quando il popolo del rione sfilava in cortei e carri allegorici riportanti quelli che poi sarebbero diventati i colori e le insegne della Contrada. Alla fine del secolo XVII la prima sede della Contrada fu posta nella Chiesa di San Pietro in Banchi, detta anche San Pietro Buio, oggi non più esistente. Promotore dell'iniziativa fu il parroco di detta Chiesa Antonio Perpignani. All'interno della Chiesa di San Pietro in Banchi venne anche edificato un altare, intitolato a Sant'Antonio di Padova, che divenne di patronato della Contrada, la quale da allora iniziò a venerare il Santo patavino fra i suoi celesti protettori. Intorno alla metà del 1700 sull'altare della Contrada era stata posta una tela rappresentante Sant'Antonio col Bambino, opera di Galgano Perpignani, nipote del parroco, oggi conservata nell'attuale Oratorio. Nel 1761 la Civetta realizza il primo "cappotto" della storia del Palio, vincendo nello stesso anno le due carriere di luglio e d'agosto. Nel 1780 La Chiesa di San Pietro Buio venne soppressa, venduta e poi demolita per fare spazio a edifici civili. La Civetta fu quindi ospitata nella Chiesa di San Cristoforo, patronato dei Conti Tolomei, i quali si fecero carico, nel 1824, di edificare un altare in onore di Sant'Antonio di Padova, e di ricollocarvi la tela del Perpignani che per alcuni anni era stata conservata nella Chiesa di Sant'Agnese a Vignano.
La Contrada della Civetta assunse il titolo di Priora grazie al fatto di aver ospitato la prima riunione del Magistrato delle Contrade, tenutasi nel 1905 presso la Chiesa di San Cristoforo.
Con l'acquisto e la realizzazione del nuovo Oratorio (1945), la Contrada inizia a stabilirsi nell'area dell'antico Castellare degli Ugurgieri, all'interno del quale oggi insistono il Museo e la Sede della Contrada, la "fontanina" realizzata da Fabio Belleschi nel 2005, la stalla del cavallo e la Società "Cecco Angiolieri".
La Contrada Priora della Civetta, insieme a Sant'Antonio di Padova, ha annoverato nel 2009 San Bernardo Tolomei come Compatrono, canonizzato il 26 aprile dello stesso anno, con la partecipazione a Roma in Piazza San Pietro del popolo e della Comparsa della Civetta. Il 16 agosto successivo la Contrada tornò a vincere nel Palio dell'Assunta, dedicato proprio alla canonizzazione di Bernardo Tolomei.

## Alleanze sciolte
- Leocorno, dal 1795 al 1960

## Rivalità col Leocorno
La rivalità fra la Contrada Priora della Civetta e la Contrada del Leocorno è la più recente, essendo nata ufficialmente nel 1960. I motivi sono da ricercare in qualche screzio fra i giovani delle due contrade ed in qualche dissidio per motivi di confine. Ma l'episodio determinante è legato al Palio straordinario del 4 settembre 1960, vinto dalla Civetta con Ciancone ed Uberta de Mores, che staccò di molto il Leocorno con Tristezza su Capriola.
Dopo questa vittoria, crearono polemiche alcuni cartelli in cui veniva pesantemente irriso l'insegna del Leocorno. Fino a quel momento i rapporti fra le due consorelle confinanti erano normali: l'unica contrapposizione poteva essere ricercata nel fatto che, storicamente, la Civetta era più vicina all'Oca, mentre il Leocorno alla Torre.
Nel Palio raramente le due contrade si erano trovate a confronto. Al periodo d'oro della Civetta con le vittorie del 1945, 1947 e 1949, seguì la rivincita del Leocorno con i successi del 1950 e del settembre 1954. Gli anni settanta furono particolarmente sfortunati per il Leocorno che, oltre a diventare "nonna" nel 1973, inanellò una serie di prestazioni negative, pur avendo avuto spesso in sorte ottimi cavalli. Al contrario la Civetta vinse due Palii nel 1976 e nel 1979. 
Nell'agosto 1976 la Civetta vinse con Aceto e Panezio partendo dalla posizione di rincorsa, con il Leocorno nono al canape. Elio Tordini detto Liscio riuscì a nerbare Aceto nei primi metri, ma poi una volta liberatosi dalla morsa della rivale, la Civetta iniziò la sua rimonta vittoriosa. Con la vittoria del 4 luglio 1979 si chiuse il periodo d'oro della Civetta e quello negativo del Leocorno. Fu una carriera che, fra cadute, nerbate, sorpassi ed errori, portò ad un clamoroso arrivo in volata che premiò i portacolori della Civetta, Tremoto e Quebel.
È probabilmente questo l'episodio simbolo che segnò svolta negli equilibri palieschi fra le rivali. Infatti, nell'agosto 1980, il Leocorno con la vittoria di Aceto sulla cavalla Uana de Lechereo, per nulla turbata da vari ed inusuali lanci di oggetti in pista, riuscì a spezzare un digiuno lungo ventisei anni. Sei vittorie conquistate nell'arco di ventuno anni dal Leocorno, ed il perdurare digiuno civettino, sono il dato saliente di questo ventennio. Sul finire degli anni ottanta la Civetta affidò il proprio giubbetto ad Aceto per cercare la vittoria e proprio in queste due circostanze il Leocorno non rimase a guardare. Nell'agosto 1988, nel Palio dominato da Bucefalo su Figaro per l'Aquila, il fantino del Leocorno rimontò e nerbò in maniera evidente Aceto, proteso a inseguire la prima posizione.
Nel Palio successivo toccò a Falchino ostacolare Aceto alla mossa. La manovra fu determinante: la Civetta perse il Palio in volata con il veloce Figaro, battuto da Vipera scossa. 
Gli anni novanta segnarono l'avvento nella Civetta del giovane fantino senese Luigi Bruschelli detto "Trecciolino", determinante negli sviluppi della rivalità. Proprio Trecciolino nell'agosto 1993 si produsse in una spettacolare nerbatura, fermando il Leocorno con Bastiano su Oriolu de Zamaglia. Nell'agosto 1995 la Civetta preferì continuare a concedere fiducia a Trecciolino, rinunciando a Giuseppe Pes detto "Pesse" che per tutta risposta andò a vincere, per la seconda volta, nel Leocorno su Bella Speranza. 
Dopo otto Palii corsi nella Civetta, spesi sempre in proiezione anti-Leocorno, nel luglio 2001 Trecciolino veste a sorpresa il giubbetto del Leocorno montando il debuttante Ugo Sanchez. Partito in testa, cade al primo Casato, ma il cavallo scosso continua la sua corsa e batte in volata proprio la Civetta.

## Gli aneddoti
La Contrada è al centro del documentario paliesco del 2004 The Last Victory.

## Vittorie
| N° vittoria                  | Data             | Fantino                                    | Cavallo                        |
| ---------------------------- | ---------------- | ------------------------------------------ | ------------------------------ |
| 1                            | 2 luglio 1664    | Bacchino                                   | Vegliantino                    |
| 2                            | 2 luglio 1699    | Santino                                    | Castrone                       |
| Vittorie nel XVII secolo: 2  |                  |                                            |                                |
| 3                            | 2 luglio 1727    | Giovanni Cappannini detto Capanna          | Sauro dorato del Manganelli    |
| 4                            | 2 luglio 1761    | Domenico Franceschini detto Bechino II     | S. dell'Oste delle Donzelle    |
| 5                            | 16 agosto 1761   | Mattia Mancini detto Bastiancino           | Sauro del Coppi                |
| 6                            | 2 luglio 1778    | Mattia Mancini detto Bastiancino           | Stornello del Cesti            |
| 7                            | 17 agosto 1778   | Luigi Sucini detto Nacche                  | Stornello del Cesti            |
| 8                            | 2 luglio 1780    | Beniamino Simoni detto Begnamino           | Baio del Casini                |
| 9                            | 2 luglio 1789    | Isidoro Bianchini detto Dorino             | Morello maltinto del Vignozzi  |
| Vittorie nel XVIII secolo: 7 |                  |                                            |                                |
| 10                           | 16 agosto 1811   | Luigi Menghetti detto Piaccina             | Morello maltinto del Batazzi   |
| 11                           | 2 luglio 1812    | Luigi Menghetti detto Piaccina             | Castagno chiaro del Fontani    |
| 12                           | 2 luglio 1813    | Luigi Menghetti detto Piaccina             | Morello del Chiarini           |
| 13                           | 30 marzo 1819    | Niccolò Chiarini detto Caino               | Baio dorato del Batazzi        |
| 14                           | 2 luglio 1828    | Giovanni Buoni detto Bonino                | Morello stellato in fronte     |
| 15                           | 2 luglio 1830    | Francesco Bianchini detto Campanino        | Morello maltinto del Soldatini |
| 16                           | 16 agosto 1838   | Giuseppe Straccali detto Beppaccio         | Morello del Soldatini          |
| 17                           | 16 agosto 1840   | Francesco Bianchini detto Campanino        | Baio bruciato del Bianciardi   |
| 18                           | 2 luglio 1846    | David Bianciardi detto Sagrino             | Storno del Cicali              |
| 19                           | 2 luglio 1856    | Leopoldo Bianchini detto Piccolo Campanino | Baio del Grandi                |
| 20                           | 17 agosto 1869   | Dante Tavanti detto Il Citto               | Baia bruciata del Fineschi     |
| 21                           | 2 luglio 1876    | Angelo Romualdi detto Girocche             | Farfallina                     |
| 22                           | 2 luglio 1884    | Santi Sprugnoli detto Boggione             | Farfallina                     |
| 23                           | 16 agosto 1888   | Lorenzo Franci detto Pirrino               | Baio del Butini                |
| 24                           | 2 luglio 1893    | Ulisse Betti detto Bozzetto                | Farfallino                     |
| Vittorie nel XIX secolo: 15  |                  |                                            |                                |
| 25                           | 2 luglio 1934    | Corrado Meloni detto Meloncino             | Ruello                         |
| 26                           | 16 agosto 1937   | Fortunato Castiello detto Napoletano       | Folco                          |
| 27                           | 16 agosto 1945   | Primo Arzilli detto Il Biondo              | Folco                          |
| 28                           | 18 maggio 1947   | Primo Arzilli detto Il Biondo              | Brillante                      |
| 29                           | 16 agosto 1949   | Primo Arzilli detto Il Biondo              | Popa                           |
| 30                           | 4 settembre 1960 | Giuseppe Gentili detto Ciancone            | Uberta de Mores                |
| 31                           | 18 agosto 1976   | Andrea Degortes detto Aceto                | Panezio                        |
| 32                           | 4 luglio 1979    | Francesco Congiu detto Tremoto             | Quebel                         |
| Vittorie nel XX secolo: 8    |                  |                                            |                                |
| 33                           | 16 agosto 2009   | Andrea Mari detto Brio                     | Istriceddu                     |
| 34                           | 16 agosto 2014   | Andrea Mari detto Brio                     | Occolè                         |
| Vittorie nel XXI secolo: 2   |                  |                                            |                                |